# Robert Ballaman
Robert Ballaman (Reconvilier, 21 de junio de 1926 - Zúrich, 5 de septiembre de 2011) fue un futbolista suizo que jugó tanto para Suiza como para Italia, en distintos momentos, como delantero centro.

## Trayectoria
Nacido en Reconvilier, Berna, Suiza. Ballaman comenzó a jugar al fútbol con el FC Reconvilier a los 15 años. En 1946, se unió al FC Biel-Bienne, donde ganaría el título de la Nationalliga A 1946-47. Jugó un total de 14 temporadas en la Nationalliga A con FC Biel-Bienne, Grasshopper Club Zürich y FC Winterthur, anotando 271 goles en la liga.
Representó a su país en 1954 en la Copa Mundial de Fútbol, jugado en la misma Suiza. Jugó con el número 16 para esta selección. En ese mundial, Suiza llegó hasta cuartos de final con la ayuda de este futbolista, el cual logró anotar cuatro (4) goles de once (11) anotados por el país en los cuatro juegos que a Suiza le tocó jugar, convirtiéndose en el segundo máximo goleador de este país dentro del torneo.
Junto con Roger Vonlanthen, Romand, y Josef Hügi, Ballaman desarrolló para la selección de Suiza un nuevo estilo de ataque de largo alcance y profundidad que va con el ritmo de juego sin perder la jugada la cual se convirtió en una especie de símbolo futbolístico.
Durante toda su vida como futbolista, jugó 50 partidos con la selección de fútbol de Suiza logrando marcar 19 goles. Para el Grasshopper Club Zúrich jugó 16 temporadas hasta su retirada en 1961. Entre 1954 y 1961 también fue capitán del equipo nacional.

## Clubes Suizos
- 1944-1950: FC Biel-Bienne
- 1950-1963: Grasshopper-Club Zürich
- 1963-1964: FC Winterthur